# Craig Gellis
Craig M. Gellis (* 15. August 1975 in Framingham, Middlesex County, Massachusetts) ist ein US-amerikanischer Schauspieler.

## Leben
Gellis begann Anfang der 2000er Jahre seine Karriere als Schauspieler durch Besetzungen von Episodenrollen in verschiedenen US-amerikanischen Fernsehserien. Mit Planet of the Pitts im Jahr 2004, den Fernsehfilmen Hitched und Crazy 2005 und 2006 in Rescue Dawn hatte erste Besetzungen in Filmproduktionen. Als Schauspieler stellte er Episodencharaktere in Fernsehserien wie General HospitalCSI: Miami, Charmed – Zauberhafte Hexen, Schatten der Leidenschaft, Navy CIS, Rita Rockt oder Castle dar. Weitere Besetzungen in Filmen hatte er 2007 in Die Eisprinzen und Mr. Woodcock, 2008 in  Mensch, Dave! und 2009 im Fernsehfilm Lost & Found.
Auch in den 2010er Jahren lag sein Fokus überwiegend auf die Verkörperung von Charakteren in einzelnen Fernsehserien wie in Navy CIS: L.A., The Big Bang Theory, Hawaii Five-0, Two and a Half Men, Brooklyn Nine-Nine, Banshee – Small Town. Big Secrets., Lucifer, The Walking Dead, oder Lethal Weapon. Neben Besetzungen in Spielfilmproduktionen wirkte er auch in den Kurzfilmen Loveseat, Phone Rehab, Postcolonial Nostalgia und Softball mit.
2020 verkörperte er eine größere Rolle in dem B-Movie-Katastrophenfilm Asteroid-a-Geddon – Der Untergang naht. Außerdem übernahm er eine Episodenrolle in der Fernsehserie Chicago Fire, eine Besetzung im Spielfilm Legend of the Muse und im Kurzfilm The Lamp Light. 2021 übernahm er jeweils Nebenrollen in den B-Movies 2021 – War of the Worlds: Invasion from Mars und The Rebels of PT-218.

## Filmografie (Auswahl)
- 2001: The Andy Dick Show (Fernsehserie, Episode 1x07)
- 2002: Fastlane (Fernsehserie, Episode 1x05)
- 2002: General Hospital (Fernsehserie, Episode 1x10012)
- 2003: CSI: Miami (Fernsehserie, Episode 1x23)
- 2003: The Handler (Fernsehserie, Episode 1x02)
- 2003: Reno 911! (Fernsehserie, Episode 1x12)
- 2003: Charmed – Zauberhafte Hexen (Charmed) (Fernsehserie, Episode 6x07)
- 2003: Boston Public (Fernsehserie, Episode 4x08)
- 2003: Schatten der Leidenschaft (The Young and the Restless) (Fernsehserie, Episode 1x7553)
- 2004: Good Girls Don’t... (Fernsehserie, Episode 1x05)
- 2004: Quintuplets (Fernsehserie, Episode 1x07)
- 2004: King of Queens (The King of Queens) (Fernsehserie, Episode 7x03)
- 2004: Planet of the Pitts
- 2004: Eve (Fernsehserie, Episode 2x10)
- 2005: Medium – Nichts bleibt verborgen (Medium) (Fernsehserie, Episode 1x12)
- 2005: Hitched (Fernsehfilm)
- 2005: Crazy (Fernsehfilm)
- 2006: Las Vegas (Fernsehserie, Episode 3x16)
- 2006: Rescue Dawn
- 2006: Unfabulous (Fernsehserie, Episode 1x07)
- 2006: KwameWorld (Kurzfilm)
- 2007: Die Eisprinzen (Blades of Glory)
- 2007: Nancy Drew – Girl Detective (Nancy Drew)
- 2007: H-Detector (Kurzfilm)
- 2007: Mr. Woodcock
- 2007: Navy CIS (NCIS) (Fernsehserie, Episode 5x06)
- 2007: Criminal Minds (Fernsehserie, Episode 3x10)
- 2008: Schatten der Leidenschaft (The Young and the Restless) (Fernsehserie, 2 Episoden)
- 2008: Mensch, Dave! (Meet Dave)
- 2008: General Hospital: Night Shift (Fernsehserie, Episode 2x02)
- 2008: Rita Rockt (Rita Rocks) (Fernsehserie, Episode 1x03)
- 2009: Taras Welten (United States of Tara) (Fernsehserie, Episode 1x09)
- 2009: Lost & Found (Fernsehfilm)
- 2010: Castle (Fernsehserie, Episode 3x01)
- 2011: Zeke und Luther (Zeke and Luther) (Fernsehserie, Episode 3x08)
- 2012: Navy CIS: L.A. (NCIS: Los Angeles) (Fernsehserie, Episode 3x20)
- 2012: Free Samples
- 2012: How to Be a Gentleman (Fernsehserie, Episode 1x06)
- 2012: The Exes (Fernsehserie, Episode 2x05)
- 2012: The Thompsons
- 2012: New Girl (Fernsehserie, Episode 2x10)
- 2013: The Big Bang Theory (Fernsehserie, Episode 6x13)
- 2013: Loveseat (Kurzfilm)
- 2013: Open Road
- 2013: Hawaii Five-0 (Fernsehserie, Episode 3x21)
- 2013: The League (Fernsehserie, Episode 5x04)
- 2013: Eastbound & Down (Fernsehserie, Episode 4x01)
- 2013: Two and a Half Men (Fernsehserie, Episode 1x07)
- 2014: Phone Rehab (Kurzfilm)
- 2014: Looking for Lions
- 2014: Brooklyn Nine-Nine (Fernsehserie, Episode 2x07)
- 2015: Stalker (Fernsehserie, Episode 1x16)
- 2015: Bosch (Fernsehserie, 2 Episoden)
- 2015: Workaholics (Fernsehserie, Episode 5x09)
- 2015: Banshee – Small Town. Big Secrets. (Banshee) (Fernsehserie, Episode 3x10)
- 2015: General Hospital (Fernsehserie, 2 Episoden)
- 2015: The Dog Walker
- 2016: Lucifer (Fernsehserie, Episode 1x06)
- 2016: Angie Tribeca (Fernsehserie, Episode 2x08)
- 2017: Postcolonial Nostalgia (Kurzfilm)
- 2017: Muse
- 2017: The Walking Dead (Fernsehserie, Episode 8x01)
- 2018: Lethal Weapon (Fernsehserie, Episode 2x13)
- 2018: Crazy Ex-Girlfriend (Fernsehserie, 3 Episoden)
- 2018: Mayans M.C. (Fernsehserie, 2 Episoden)
- 2019: Softball (Kurzfilm)
- 2019: Stressed to Death (Fernsehfilm)
- 2020: Chicago Fire (Fernsehserie, Episode 8x20)
- 2020: Legend of the Muse
- 2020: Asteroid-a-Geddon – Der Untergang naht (Asteroid-a-Geddon)
- 2020: The Lamp Light (Kurzfilm)
- 2021: 2021 – War of the Worlds: Invasion from Mars (Alien Conquest)
- 2021: The Rebels of PT-218
- 2021: The Disappearance of Mrs. Wu